# Giuseppe Rotella
Giuseppe Rotella, detto il Boia (Tiriolo, 1780 – Catanzaro, 4 settembre 1810), è stato un brigante italiano.

## Biografia
Come per altri briganti calabresi degli inizi dell'Ottocento, le fonti biografiche su Giuseppe Rotella sono contenute nelle relazioni che l'aiutante generale Giuseppe Iannelli del Fonds Italiens, conservato nella Biblioteca nazionale di Francia. Rotella nacque a Tiriolo da umili genitori e iniziò a esercitare il brigantaggio dopo l'anno 1806 lungo la strada che collegava Nicastro e Catanzaro per Santa Raimonda. Durante l'attività di Rotella, tale strada fu del tutto chiusa e impraticabile per i viaggiatori. Rotella aveva inoltre l'abitudine di tagliare il naso o le orecchie ai malcapitati, dandoli in pasto ai suoi cani. Gli abitanti di Feroleto subirono per molto tempo la tirannia di tale efferato brigante e, all'epoca di Iannelli, si vedevano quasi tutti i campagnoli di Feroleto senza orecchie e molti di essi persino senza naso a testimonianza della ferocia di Rotella.
Nel 1809, "il Boia" entrò con le armi nel villaggio di Caraffa, massacrò 42 abitanti e portò con sé una giovane ragazza di 14 anni appartenente alla famiglia Grande, la principale di Caraffa. Abituò la giovane alle armi, tanto che divenne coraggiosa e crudele quanto lo stesso Rotella e la stessa vegliava armata durante il sonno di Rotella. Il 4 settembre 1810, il Boia fu attaccato dall'aiutante generale Giuseppe Iannelli "nel passaggio che si fa dalla Fiumarella di Catanzaro, al fianco del [fiume] Alli", dove il Boia perse la vita e la donna si arrese. La biografia di Iannelli lo descrive come uno dei più coraggiosi di tutti i briganti.